# Ligonier (Indiana)
Ligonier és una població dels Estats Units a l'estat d'Indiana. Segons el cens del 2000 tenia 4.357 habitants.

## Demografia
Segons el cens del 2000, Ligonier tenia 4.357 habitants, 1.390 habitatges, i 1.021 famílies. La densitat de població era de 747,7 habitants/km².
Dels 1.390 habitatges en un 39,3% hi vivien nens de menys de 18 anys, en un 53,7% hi vivien parelles casades, en un 12,6% dones solteres, i en un 26,5% no eren unitats familiars. En el 21,4% dels habitatges hi vivien persones soles el 9,6% de les quals corresponia a persones de 65 anys o més que vivien soles. El nombre mitjà de persones vivint en cada habitatge era de 3,08 i el nombre mitjà de persones que vivien en cada família era de 3,52.
Per edats la població es repartia de la següent manera: un 31,4% tenia menys de 18 anys, un 13% entre 18 i 24, un 28,2% entre 25 i 44, un 17,2% de 45 a 60 i un 10,3% 65 anys o més.
L'edat mediana era de 28 anys. Per cada 100 dones de 18 o més anys hi havia 102,2 homes.
La renda mediana per habitatge era de 36.546$ i la renda mediana per família de 42.757$. Els homes tenien una renda mediana de 31.596$ mentre que les dones 23.938$. La renda per capita de la població era de 14.448$. Entorn del 7,5% de les famílies i el 14,3% de la població estaven per davall del llindar de pobresa.

## Poblacions més properes
El següent diagrama mostra les poblacions més properes.